# Herb województwa gdańskiego

Herb województwa gdańskiego

Herb województwa gdańskiego przedstawiał gryfa czarnego z głową zwróconą w prawo, z wzniesionymi skrzydłami, z dziobem i szponami koloru żółtego, wysuniętym językiem koloru czerwonego, umieszczonego w złotym polu tarczy herbowej.
Herb został ustanowiony Rozporządzeniem Nr 5/96 Wojewody Gdańskiego z dnia 11 września 1996 r. w sprawie ustanowienia herbu województwa gdańskiego oraz zasad jego używania.
Autorem projektu herbu był Wawrzyniec Samp.